# Las Sots
Las Sots (en francès Lassouts) és un municipi francès situat al departament de l'Avairon i a la regió d'Occitània.

## Demografia
| 1962                                       | 1968 | 1975 | 1982 | 1990 | 1999 |
| ------------------------------------------ | ---- | ---- | ---- | ---- | ---- |
| 413                                        | 513  | 420  | 382  | 349  | 326  |
| Des de 1962: població sense dobles comptes |      |      |      |      |      |

## Administració
| Període   | Identitat     | Partit |
| --------- | ------------- | ------ |
| 1942-1964 | Gabriel Savy  |        |
| 1964-1971 | Marcel Lacaze |        |
| 1971-2008 | Hubert Savy   |        |
| 2008-     | Elodie Gardes |        |